# Edson Braafheid
Edson René Braafheid (sinh ngày 8 tháng 4 năm 1983 ở Paramaribo) là một cầu thủ người Hà Lan nhưng sinh ở Suriname hiện là hậu vệ của câu lạc bộ Lazio ở Serie A.

## Sự nghiệp câu lạc bộ

### Utrecht
Braafheid bắt đầu sự nghiệp cầu thủ trong màu áo FC Utrecht vào năm 2003 và có 81 lần ra sân cho đội bóng.

### FC Twente
Vào ngày 10 tháng 2 năm 2007, Braafheid chơi trận đầu tiên ở Eredivisie cho FC Twente trong trận gặp Feyenoord Rotterdam. Hợp đồng lúc đó của anh với đội bóng có thời hạn tới năm 2010.
Braafheid tới Twente the dạng chuyển nhượng tự do sau khi hợp đồng của anh với Utrecht hết hạn; anh là một hậu vệ trái tài năng, song Braafheid lại gây ấn tượng với các fan và đồng nghiệp khi chơi cho Twente nhờ sức khoẻ, do vậy anh chơi ở vị trí trung vệ thay vì vị trí trước đây của anh. Anh chiếm chỗ của trung vệ tài năng Ramon Zomer trong đội hình. Cựu huấn luyện viên Twente Fred Rutten nhờ vào đó đã chuyển Braafheid từ một hậu vệ cánh tài năng thành một cầu thủ gây ấn tượng ở vị trí trung vệ, mặc dù anh có chiều cao hạn chế.

### Bayern Munich
Braafheid gia nhập Bayern Munich ở mùa giải 2009-10 sau khi đội bóng Đức và Twente chấp nhận mức phí 2,5 triệu euro vào ngày 11 tháng 6 năm 2009.Tuy nhiên, anh không chiếm được vị trí chắc chắn trong đội hình ở giai đoạn đầu mùa giải, do vậy anh mong muốn có cơ hội được ra đi để có vị trí trong đội hình đội tuyển bóng đá quốc gia Hà Lan dự World Cup 2010.

### Celtic
Braafheid được đội bóng Scotland Celtic ký hợp đồng theo dạng cho mượn ở mùa giải 2009-10 vào ngày 1 tháng 2.
Braafheid có trận ra mắt trong màu áo Celtic vào ngày 7 tháng 1 năm 2010 trong chiến thắng 4-2 trước Dunfermline Athletic ở Cúp quốc gia Scotland. Anh không thể tạo ấn tượng, và chơi trong nhiều trận hoà và thua trong loạt những trận đấu bị chỉ trích nặng nề của Celtic. Anh cuối cùng bị loại ra khỏi đội hình chính sau khi Tony Mowbray bị sa thải vào ngày 25 tháng 3 năm 2010.

## Thi đấu quốc tế

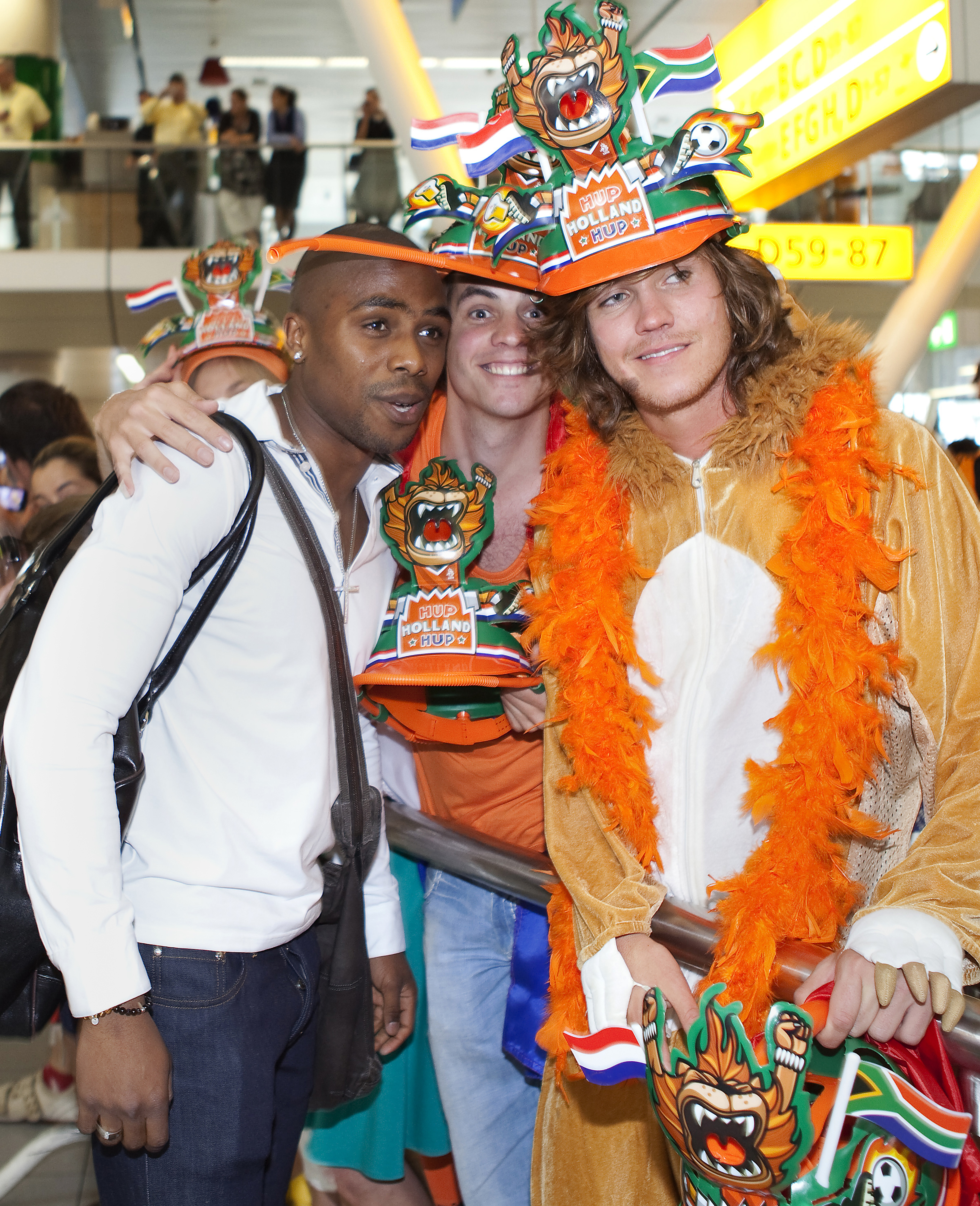
Braafheid cùng các fan Hà Lan.

Vào năm 2006, Braafheid là thành viên đội Hà Lan vô địch giải U21 châu Âu 2006 ở Bồ Đào Nha.
Vào giai đoạn đầu năm 2008, Hugo Borst đã điền tên Braafheid là một hậu vệ thực sự, và cho biết anh nên được triệu tập vào đội hình đội tuyển ở Euro 2008 dưới triều đại Marco van Basten. Các fan Hà Lan đã chỉ trích nặng nề hàng thủ sau khi Jaap Stam, Frank de Boer, và nhiều hậu vệ xuất sắc khác nói lời từ biệt đội tuyển. Thậm chí mặc dù hàng thủ sau đó chỉ để thủng lưới rất ít bàn, hàng thủ vẫn bị coi là rất mỏng. Vào ngày 11 tháng 2 năm 2009, Braafheid có trận ra mắt cho đội tuyển Hà Lan trong trận gặp đội tuyển bóng đá quốc gia Tunisia.

### Thế vận hội mùa hè 2008
Vào mùa hè năm 2008, Braafheid được triệu tập vào đội hình đội Olympic Hà Lan tới Bắc King, cùng với đồng đội ở Twente là Rob Wielaert, là một trong ba cầu thủ quá tuổi được phép tham dự. Tuy nhiên với việc Twente phải tham dự vòng loại cúp C1 sau khi đánh bại Ajax Amsterdam, Braafheid và Wielaert không được phép tham dự, khi các trận đấu thuộc cúp C1 của họ diễn ra sớm.

### World Cup 2010
Braafheid được triệu tập vào đội hình đội tuyển bóng đá quốc gia Hà Lan tham dự World Cup 2010 ở Nam Phi. Vào ngày 27 tháng 5 năm 2010, huấn luyện viên Hà Lan Bert van Marwijk cho biết cầu thủ này sẽ được triệu tập vào danh sách 23 cầu thủ tới Nam Phi. Braffheid được được vào sân thay Giovanni van Bronckhorst ở trận chung kết World Cup ngay trước khi hiệp phụ thứ nhất kết thúc. Ở giai đoạn cuối hiệp phụ thứ hai anh nhận một cú sút mạnh trúng phía sau đầu anh. May rằng trái bóng bay trúng vào tay phải của thủ thành Hà Lan Maarten Stekelenburg. Đội tuyển Hà Lan sau đó thua trận, và đó là lần thứ ba họ về nhì ở World Cup.

## Thống kê sự nghiệp
Tính đến 13 tháng 6 năm 2013
| Mùa giải | Câu lạc bộ    | Quốc gia | Giải đấu   | Trận | Bàn |
| -------- | ------------- | -------- | ---------- | ---- | --- |
| 2003–04  | Utrecht       | Hà Lan   | Eredivisie | 14   | 0   |
| 2004–05  | Utrecht       | Hà Lan   | Eredivisie | 23   | 0   |
| 2005–06  | Utrecht       | Hà Lan   | Eredivisie | 31   | 2   |
| 2006–07  | Utrecht       | Hà Lan   | Eredivisie | 13   | 0   |
| 2006–07  | Twente        | Hà Lan   | Eredivisie | 11   | 0   |
| 2007–08  | Twente        | Hà Lan   | Eredivisie | 32   | 0   |
| 2008–09  | Twente        | Hà Lan   | Eredivisie | 33   | 1   |
| 2009–10  | Bayern Munich | Đức      | Bundesliga | 9    | 0   |
| 2009–10  | Celtic (loan) | Scotland | SPL        | 10   | 0   |
| 2010–11  | Bayern Munich | Đức      | Bundesliga | 3    | 0   |
| 2010–11  | Hoffenheim    | Đức      | Bundesliga | 10   | 0   |
| 2011–12  | Hoffenheim    | Đức      | Bundesliga | 21   | 1   |
| 2012–13  | Twente (mượn) | Hà Lan   | Eredivisie | 28   | 1   |
|          |               |          | Tổng cộng  | 214  | 5   |